# Støvsuger
En støvsuger er en husholdningsmaskine, der anvendes til opsamling af støv og snavs fra møbler, tæpper og gulve i hjemmet og på arbejdspladser. 
Maskinen fungerer ved hjælp af en pumpe, som danner et vakuum i et rør og suger luften med støv og snavs ind gennem et mundstykke og en slange. Støvet samles i en pose inden i støvsugeren. Luften passerer gennem en række filtre, hvor de fineste støvpartikler fjernes.
Den første elektriske støvsugere blev opfundet i USA i 1868, og omkring 1900 begyndte den egentlige industrielle seriefremstilling. I Danmark var selskabet Titan pionerer indenfor støvsugere, men fra 1910 begyndte den største danske producent, Fisker & Nielsen A/S, at producere den fortsat eksisterende Nilfisk-støvsuger. Allerede i 1930'erne var støvsugeren meget udbredt. I 1960'erne havde 96 % af husstandene en støvsuger, og i dag opgør Danmarks Statistik ikke længere støvsugere i sin statistik over husstandenes besiddelse af varige forbrugsgoder.
Før støvsugeren blev almindelig, benyttedes ofte i stedet tæppefejemaskiner til rengøring af tæpper.

## Centralstøvsuger
En centralstøvsuger er en støvsuger, der er fast placeret et centralt sted i bygningen, og hvor der er sugerrør indbygget i væggene, gulve eller lofter, og hvor der er udtag placeret rundt om i bygningen. 
Brugeren flytter slangen fra udtag til udtag under brugen efter behov og skal således ikke flytte maskinen med rundt under arbejdet.

## Våd-/tørsuger
Våd-/tørsugeren kaldes også grovstøvsuger eller industristøvsuger.

### Beskrivelse
Våd-/tørsugeren er en videreudvikling af den almindelige husholdningsstøvsuger og er udviklet for at kunne opfylde kravene fra håndværk, industri og rengøringssektoren.
Våd-/tørsugeren adskiller sig fra den normale støvsuger ved også at kunne opsuge vand. Den er ikke afhængig af, at der skal isættes en pose, men filtrerer ved hjælp af et foldet papirfilter, der enten fås som et fladfilter, der er placeret i toppen af sugeren, eller en filterpatron, som stikker ned i støvcontaineren. 
Våd-/tørsugerne er meget populære indenfor håndværk og industrifagene, da de er meget alsidige, enkle og robuste. Motordelen er opbygget i et såkaldt bypass system, hvor de elektriske dele er adskilt fra sugeturbinen. Det er betingelsen for at man kan opsuge fugtigt snavs eller vand med sugeren.

### Anvendelse
Maskinen er meget alsidig, men har sin største anvendelse, hvor der er tale om større mængder støv eller vådt snavs. Da den også kan opsuge væsker, kan den bruges ved oprydning efter oversvømmelser, ved tilstoppede afløb, opsugning af fygesne og lignende opgaver.
Man kan ikke benytte en almindelig støvsuger til at opsuge fugtigt snavs eller vand, idet støvsugeren ødelægges og i værste fald kan gå itu.[kilde mangler]

## Støvsugermarkedet i Danmark
I Danmark blev der i 2016 solgt 380.180 støvsugere. Electrolux er størst på det danske marked, med en markedsandel på 19,2 %. Det næststørste støvsugermærke er Siemens, som har en markedsandel på 13,4 %, og det tredjestørste mærke er Philips med en markedsandel på 11,2 %, mens det danske Nilfisk er fjerdestørst med 10,5 %.[kilde mangler]